# Mirosław Bielawski
Mirosław Bielawski (ur. 4 lutego 1955 we Wrocławiu) – polski wokalista rockowy, współpracujący w latach 70. z wieloma zespołami rockowymi, m.in. Projekt, MSA 1111, Romuald & Roman, a później z zespołem Bank, który powstał w 1980 roku.
Z zespołem tym wystąpił m.in. na Festiwalu w Opolu w roku 1981 i nagrał 5 płyt długogrających.

## Dyskografia
Albumy nagrane z zespołem Bank:
- Jestem panem świata... 1982
- Ciągle ktoś mówi coś 1983
- Gdzie mieszka czas 2001
- The Best of... 2001
- Złoty pył 2009

Albumy z innymi artystami:
- White Metal - Maciej Podsiadło[1][2]